# Ермоленко, Максим Андреевич
Макси́м Андре́евич Ермо́ленко (укр. Максим Андрійович Єрмоленко; род. 14 мая 1998, Харьков) — украинский футболист, нападающий

## Биография
Воспитанник харьковского «Металлиста». Взрослую футбольную карьеру начал в 2015 году в составе «Статуса» (Кегичевка), который выступал в чемпионате Харьковской области. В сезоне 2015/16 выступал за юношескую (28 матчей, 12 голов) и молодежную (1 поединок) команды харьковского «Металлиста».
После прекращения существования «Металлиста» стал игроком вновь «Металлиста 1925», в составе которого в сезоне 2016/17 выступал в любительском чемпионате Украины (12 матчей, 3 гола). Помог харьковскому клубу завоевать серебряные медали чемпионата и путевку во Вторую лигу. В августе—сентябре 2017 года выступал за ФК «Змиев» в областном чемпионате (9 матчей, 13 голов). Во Второй лиге дебютировал за «Металлист 1925» 22 апреля 2018 в победном (3:0) домашнем поединке 26-го тура против днепровского «Днепра». Максим вышел на поле на 80-й минуте, заменив Владислава Краева. Дебютным голом за харьковскую команду отметился 12 мая 2018 на 7-й минуте ничейного (1:1) домашнего поединка 30-го тура Второй лиги против одесского клуба «Реал Фарма». Ермоленко вышел на поле в стартовом составе, на 46-й минуте получил желтую карточку, а на 47-й минуте его заменил Сергей Давыдов. В сезоне 2017/18 помог «Металлисту 1925» завоевать бронзовые награды чемпионата и получить путевку в Первую лигу. Во время зимнего перерыва в сезоне 2020/21 прекратил сотрудничество с харьковским клубом.
5 февраля 2021 стал игроком другого клуба Первой лиги, краматорского «Авангарда», который летом того же года сменил название на ФК «Краматорск».
10 июля 2022 подписал контракт с одесским «Черноморцем», клубом украинской Премьер-лиги.